# Rob Nicholson (homme politique)
Pour les articles homonymes, voir Nicholson et Rob Nicholson.
Robert Douglas (Rob) Nicholson (né le 29 avril 1952 à Niagara Falls, en Ontario) est un homme politique et avocat canadien. 

## Biographie
Il est actuellement député à la Chambre des communes et représente la circonscription de Niagara Falls sous la bannière du Parti conservateur du Canada. 
Le 6 février 2006, il a été nommé leader du gouvernement à la Chambre des communes et de ministre de la réforme démocratique. 
Le 4 janvier 2007, il a été promu aux postes de ministre de la Justice et Procureur général du Canada ; il succède à Vic Toews.
Le 15 juillet 2013, il a été nommé au poste de ministre de la Défense nationale ; il succède à Peter MacKay.